# HC Kunlun Red Star
HC Kunlun Red Star é um clube de hóquei no gelo profissional chinês sediado em Pequim. Eles são membros da Liga Continental de Hockey.

## História
Em março de 2016, a KHL em sua política de expansão assinou um protocolo com o time chinês de intenção de garantir uma franquia. O protocolo durou até o dia 25 de junho de 2016, com o convite aceito da liga para a ingressão do clube chinês.
Em sua primeira partida, o HC Kunlun perdeu por 2-0 para o clube russo Traktor Chelyabinsk.